# Кочмес (приток Вычегды)
Кочмес (Кочмас, Кочмос, Кочма) — река в России, протекает по Республике Коми. Устье реки находится в 250 км по левому берегу Вычегда. Длина реки составляет 46 км.
Истоки реки находятся в Сыктывдинском районе, основная часть русла находится в Усть-Вымском районе. Река течёт преимущественно на север.
Основные притоки: Южный Косвож, Косвож
Система водного объекта: Вычегда → Северная Двина → Белое море.

## Данные водного реестра
По данным государственного водного реестра России относится к Двинско-Печорскому бассейновому округу, водохозяйственный участок реки — Вычегда от города Сыктывкар и до устья, речной подбассейн реки — Вычегда. Речной бассейн реки — Северная Двина.
Код объекта в государственном водном реестре — 03020200212103000022965.